# خلیل‌لی (اسماعیللی)
خلیل‌لی (به ترکی آذربایجانی: Xəlilli) یک منطقه مسکونی در جمهوری آذربایجان است که در شهرستان اسماعیل‌لی واقع شده است. خلیل‌لی ۳۲۰ نفر جمعیت دارد.